# Międzynarodowy Piknik Lotniczy „Góraszka”

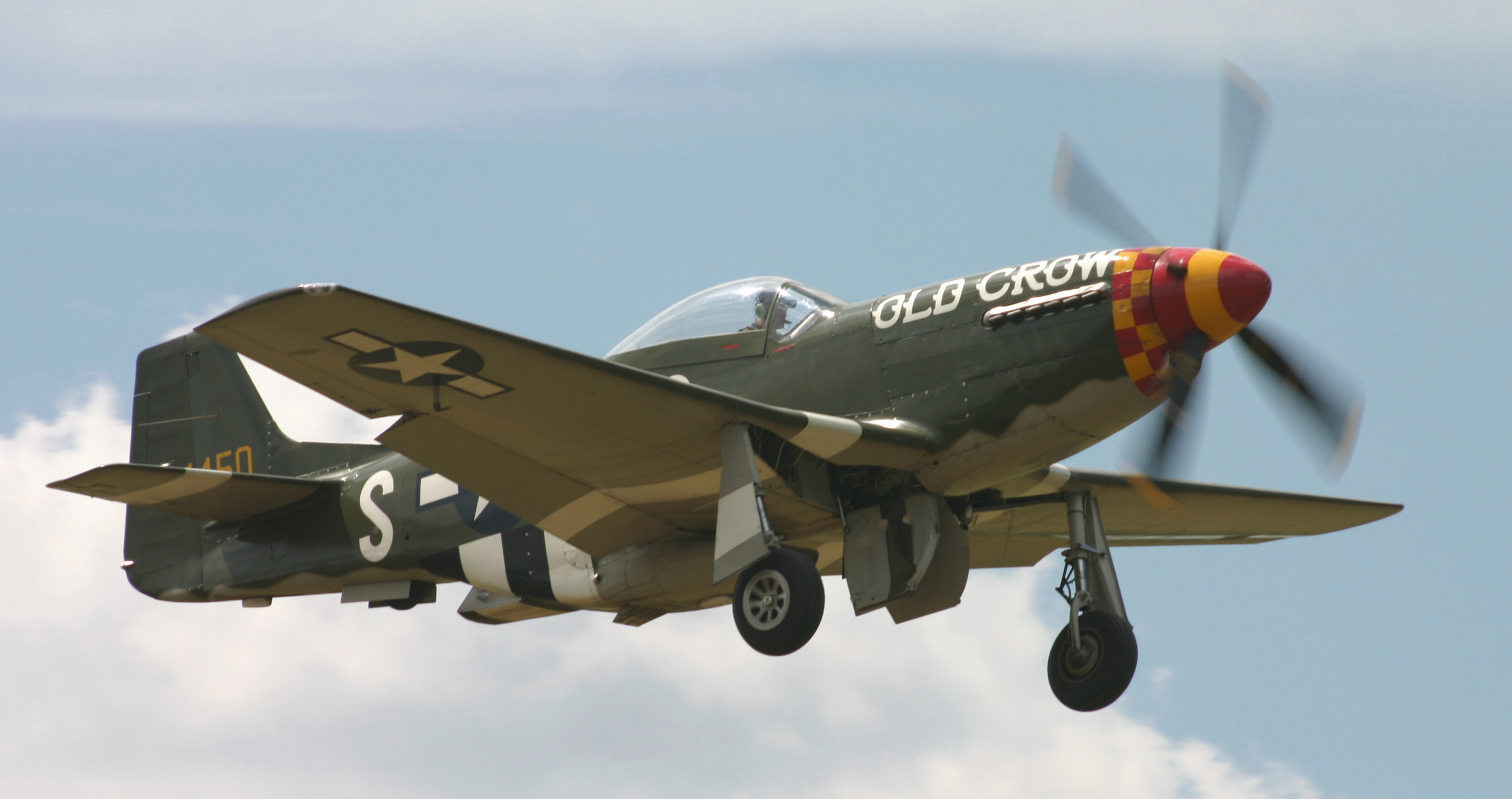
P-51 D Mustang podczas Międzynarodowego Pikniku Lotniczego „Góraszka” w 2007

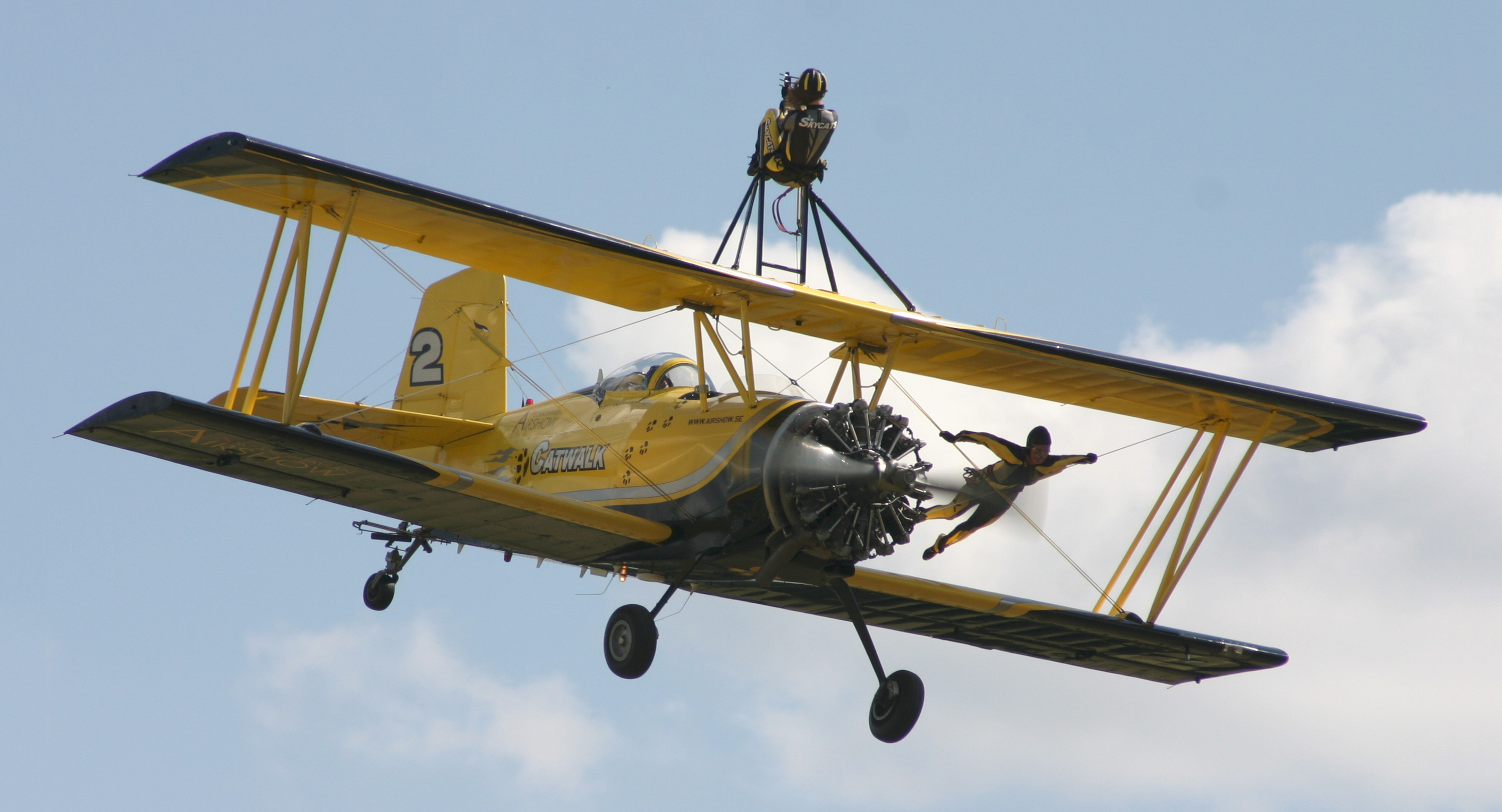
Grumman G-164 Ag-Cat podczas Międzynarodowego Pikniku Lotniczego „Góraszka” w 2007

Międzynarodowy Piknik Lotniczy „Góraszka” – pokazy lotnicze organizowane w latach 1996-2010 na lotnisku w Góraszce w gminie Wiązowna pod Warszawą. Organizatorem imprezy była Fundacja „Polskie Orły” zajmująca się pomocą ofiarom katastrof lotniczych oraz odrestaurowywaniem zabytków polskiego lotnictwa.
Termin imprezy był ruchomy – wahał się pomiędzy drugą połową maja i pierwszą połową czerwca. Pokazy odbywały się w sobotę i niedzielę, przy czym program obydwu dni był zbliżony.
W historii Pikniku na lotnisku w Góraszce wylądowało ponad 120 różnych rodzajów statków powietrznych, począwszy od superciężkich śmigłowców jak CH-47 Chinook lub Sikorsky CH-53, czy dużych samolotów transportowych, np. Alenia G-222, skończywszy na superlekkich maszynach amatorskich, szybowcach, motolotniach i paralotniach. Gośćmi imprezy wielokrotnie bywały sławy podniebnych akrobacji wyczynowych, m.in. Péter Besenyei, Hannes Arch, Jerzy Makula, Marek Szufa, Robert Kowalik i in.
W związku z dzierżawą Lotniska w Góraszce od 2011 roku impreza już się nie odbywa.